# Stefano Colagè

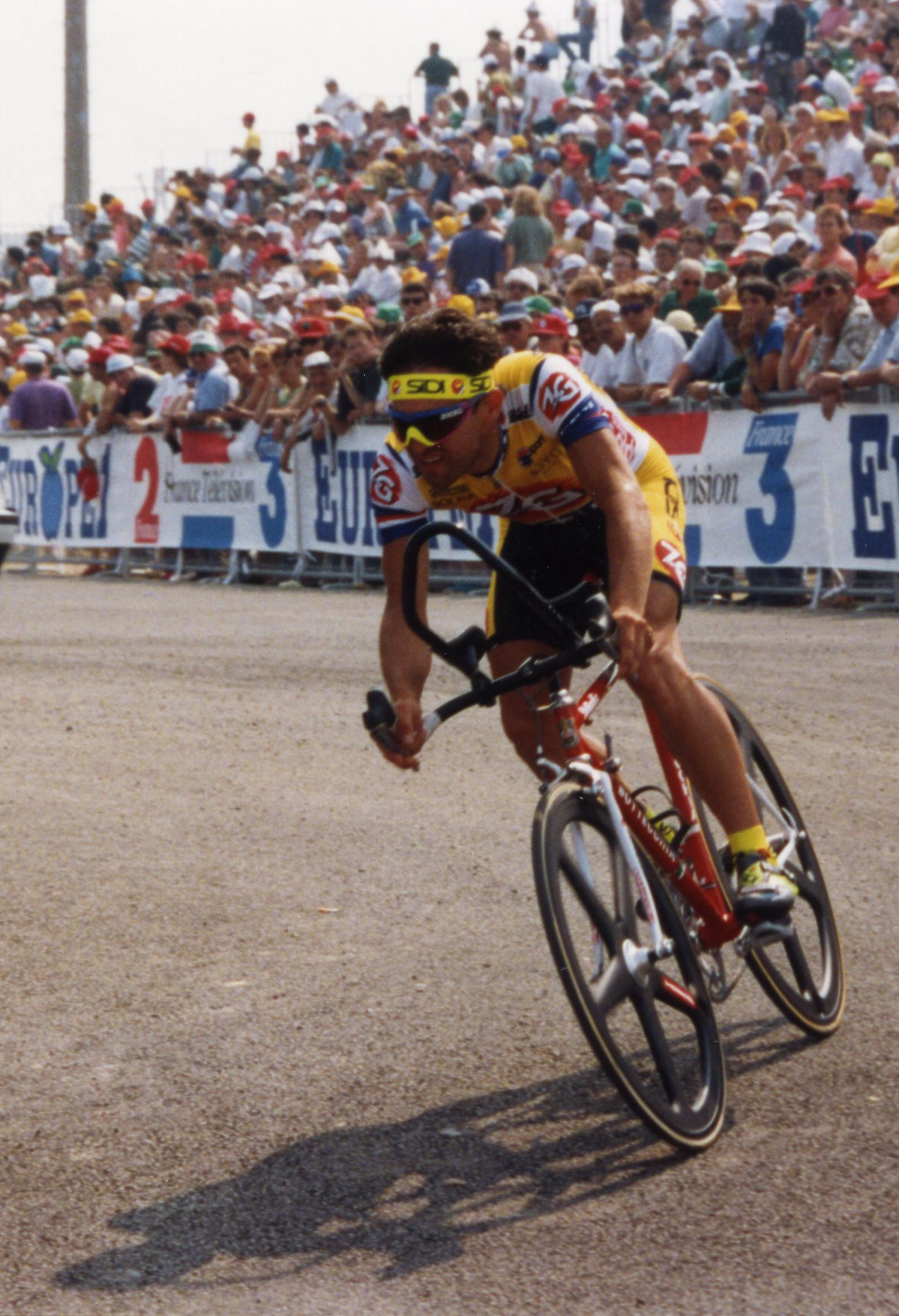
Stefano Colage al Tour de França de 1993

Stefano Colagè (Canino, Viterbo, 8 de juliol de 1962) va ser un ciclista italià, que fou professional entre 1985 i 1998. Durant la seva carrera esportiva destaca la victòria a la Tirrena-Adriàtica de 1995.

## Palmarès
- 1983
  - 1r a la Coppa Ciuffenna
- 1986
  - 1r al Giro dell'Umbria
- 1987
  - 1r al Memorial Nencini
- 1989
  - 1r al Giro dell'Umbria
- 1991
  - Vencedor d'una etapa de la Volta a Suïssa
- 1992
  - 1r a la Coppa Agostoni
  - 1r al Trofeu de l'Etna
  - Vencedor d'una etapa de la Tirrena-Adriàtica
- 1993
  - Vencedor d'una etapa de la Vuelta al Táchira
- 1994
  - Vencedor d'una prova del Trofeo dello Scalatore
- 1995
  - 1r de la Tirrena-Adriàtica i vencedor d'una etapa
  - 1r al Giro de Calàbria
  - 1r al Gran Premi de Lugano
  - 1r al Trofeu de l'Etna
  - 1r al Trofeu Pantalica
  - Vencedor d'una prova del Trofeo dello Scalatore
- 1996
  - 1r al Critèrium dels Abruços
- 1998
  - 1r al Trofeu Pantalica

### Resultats al Giro d'Itàlia
- 1986. 13è de la classificació general
- 1993. 87è de la classificació general

### Resultats al Tour de França
- 1993. 60è de la classificació general
- 1995. 106è de la classificació general